# Степан Степан Васильович

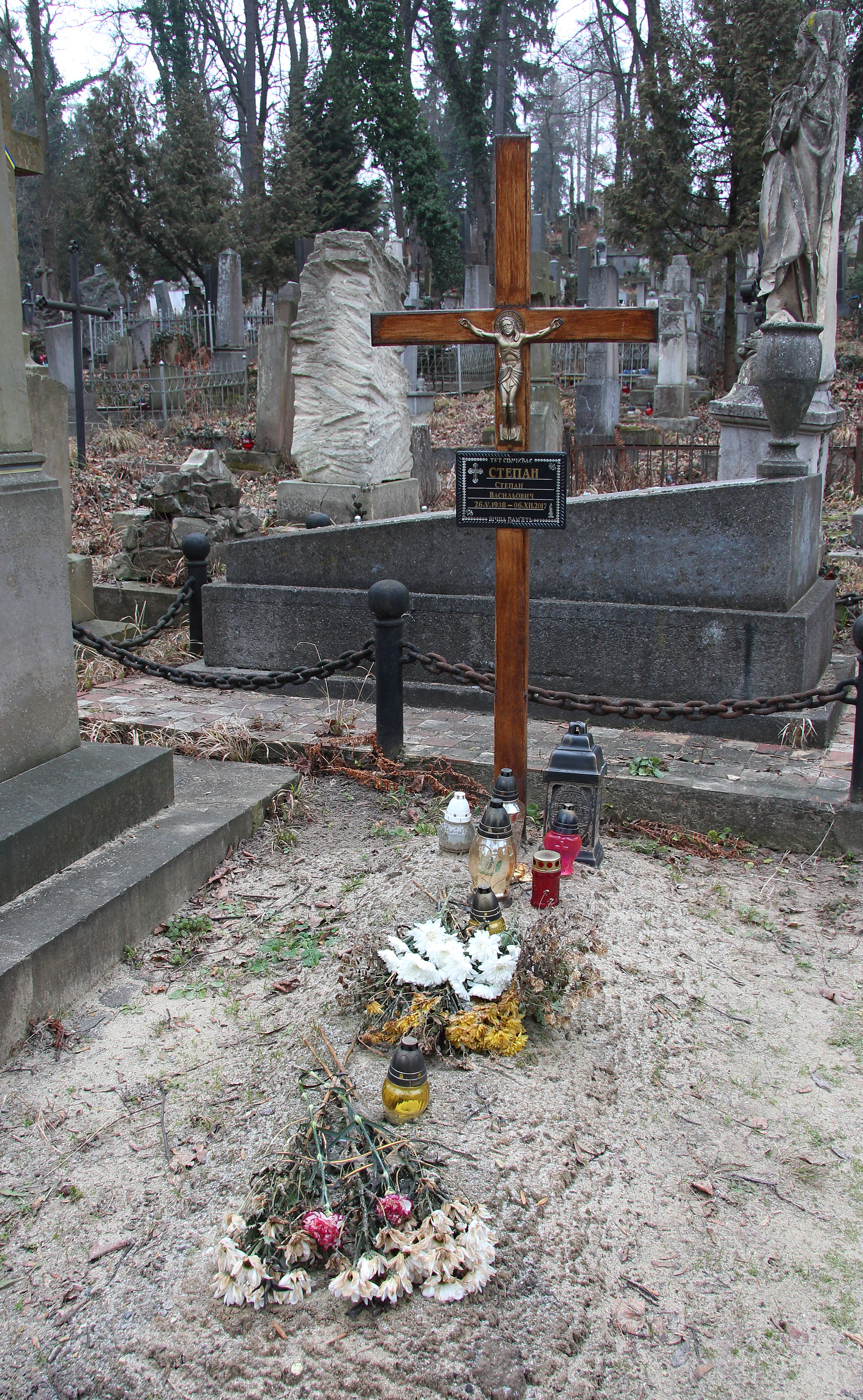

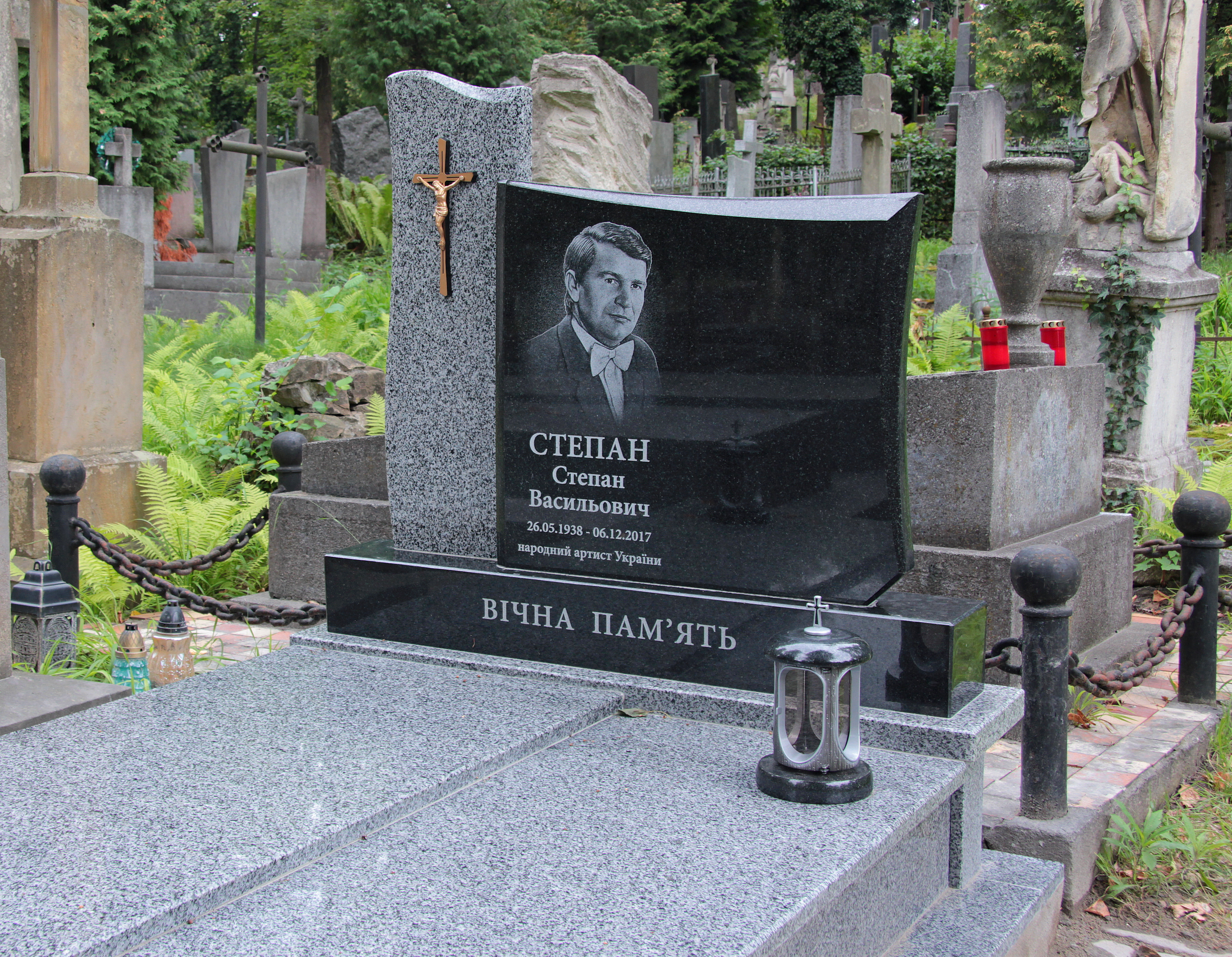

Степан Васильович Степан (нар. 26 травня 1938 — пом. 6 грудня 2017) — український оперний співак, Народний артист України, колишній соліст Львівського національного академічного театру опери та балету імені Соломії Крушельницької. Почесний громадянин Старого Самбора (2008).

## Життєпис
Степан Степан народився 26 травня 1938 року в селі Махнів біля Рави Руської, нині це ґміни Любича-Королівська, Томашовського повіту, Люблінського воєводства Польщі. Батько Василь Степан – уродженець села Махнів, мати Євдокія Шемердяк – уродженка Старого Самбора. У сім'ї було ще двоє молодших синів — Володимира та Мирослав,старша сестра Марія 1936 року народження,і молодша сестра  Олександра, які проживають в  Старому Самборі.
У 1939 році разом із сім'єю переїхав на постійне проживання до Старого Самбора.
Степан Степан закінчив музичному училищі ім. Станіслава Людкевича та Львівську державну консерваторію імені Миколи Лисенка. Був солістом львівського Національного театру опери та балету ім. Соломії Крушельницької.
Останні роки мешкав у селі Мервичі Жовківському районі Львівської області. 
Степана Степана помер 6 грудня 2017 року, похований 8 грудня у Львові на 13 полі Личаківського цвинтаря.

## Сім'я
Дружина Марта, троє синів — Володимир, Вадим та Юрій. 

## Творчість
У репертуарі Степана Степана понад 100 арій, народних пісень, щедрівок, колядок. Виконавець партії Набукко в однойменній опері Джузеппе Верді, отамана – в опері «Тарас Бульба» Лисенка, султана – в «Запорожці за Дунаєм» Гулака- Артемовського та багатьох інших. 
Для Степана Степана писали пісні Володимир Івасюк, Ігор Білозір, які особисто дарували йому свої ноти. А «Осінь» Ігоря Білозіра та гімн про Старий Самбір Івана Вовчика на музику Кос-Анатольського виконував тільки Степан Степан.

## Нагороди, звання та премії
- 2008 — Почесний громадянин міста Старий Самбір.